# 魏元煜
魏元煜（？—1825年），字升之，號愛軒，直隸永平府昌黎縣（今河北）人，清朝政治人物，同進士出身，官至两江总督、漕运总督。

## 生平
乾隆五十八年（1793年）進士，改庶吉士，散馆授檢討。嘉庆四年（1799年）改吏部稽勳司主事，历升文選司員外郎、考功司郎中。嘉庆九年（1805年）任江南道監察御史，次年丁父憂去职。服阙，任掌貴州道監察御史、掌河南道監察御史，历升江蘇江安糧道、浙江杭嘉湖道、浙江按察使、廣東布政使等，嘉庆二十五年（1820年）成江蘇巡撫。道光二年（1822年）署理漕运总督，道光四年迁两江总督。道光五年（1825年）五月复任漕运总督，六月卒于任上。

## 家族
弟魏元烺，字實夫，號麗泉，官至兵部尚書。